# Stride piano
Stride piano ou Harlem Stride Piano é um estilo de jazz piano desenvolvido nas grandes cidades da Costa Leste dos Estados Unidos, principalmente Nova York, durante os anos 1920 e 1930. Nesse estilo, a mão esquerda toca um pulso de quatro batidas com uma única nota de baixo (nota mais baixa de um acorde), com intervalos de oitava, sétima maior ou décima maior, na primeira e na terceira  batidas, e um acorde  na segunda e quarta batidas. Eventualmente, esse padrão é invertido, colocando-se o acorde na primeira batida do compasso e a(s) nota(s) de baixo na última batida do compasso anterior. Diferentemente do  ragtime, popularizado por Scott Joplin, no stride a  mão  esquerda  muitas vezes salta  distâncias maiores no teclado, e  o pianista  toca em uma variedade maior de tempos, com  maior ênfase na improvisação.

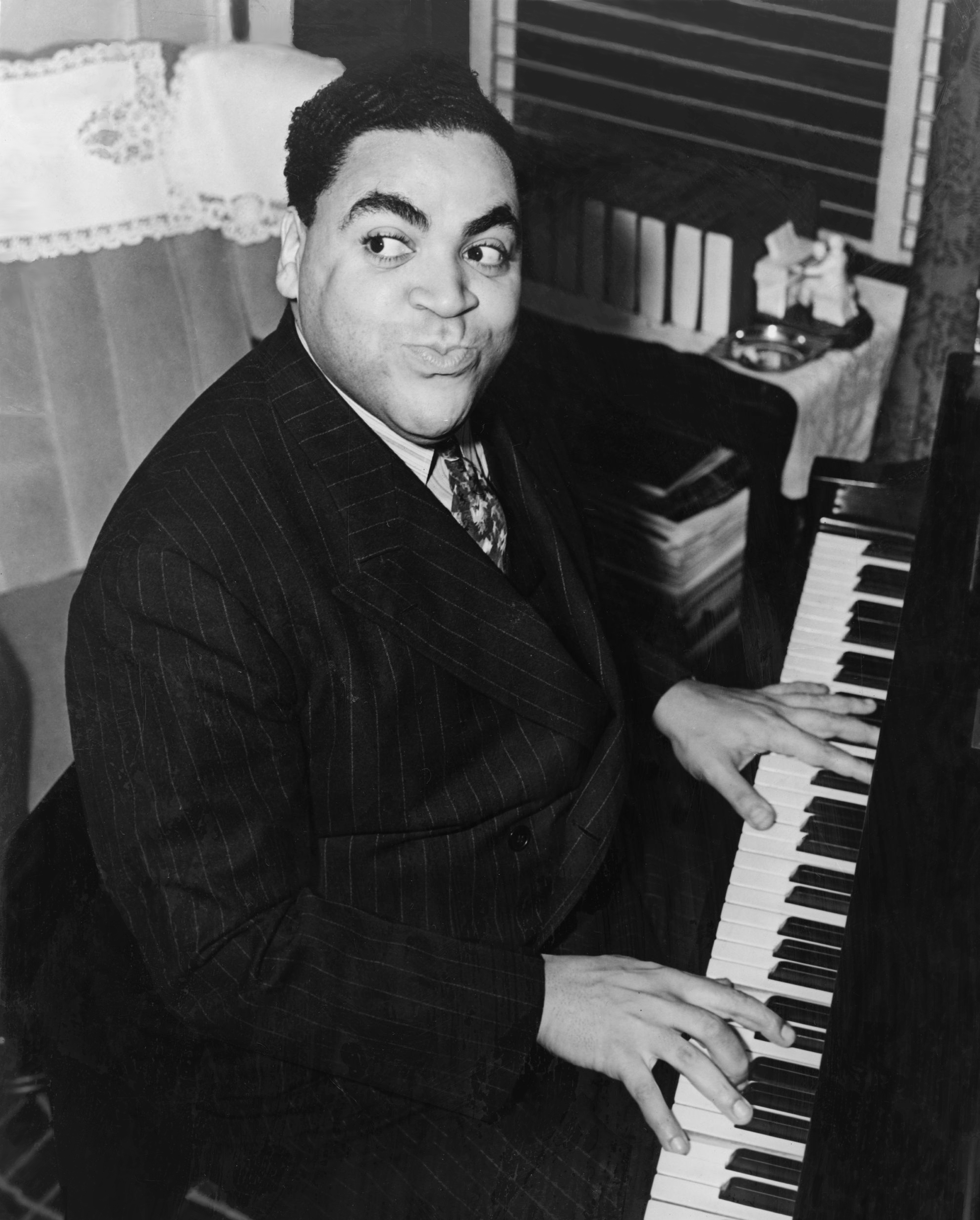
Thomas "Fats" Waller (1904–1943), aluno de James P. Johnson, deu uma importante contibuição para o estilo do stride piano.

## Peças notáveis
- Por James Price Johnson
  - "Carolina Shout" (1918/1921), "Mule Walk," "Caprice Rag"
- Por Thomas "Fats" Waller
  - "Handful of Keys" (1929), "Vipers Drag" (1934), "Alligator Crawl" (1934)
- Por  Willie "The Lion" Smith
  - "Finger Buster" (1931), "Echoes Of Spring" (1939)